# استخدام اليشم في أمريكا الوسطى

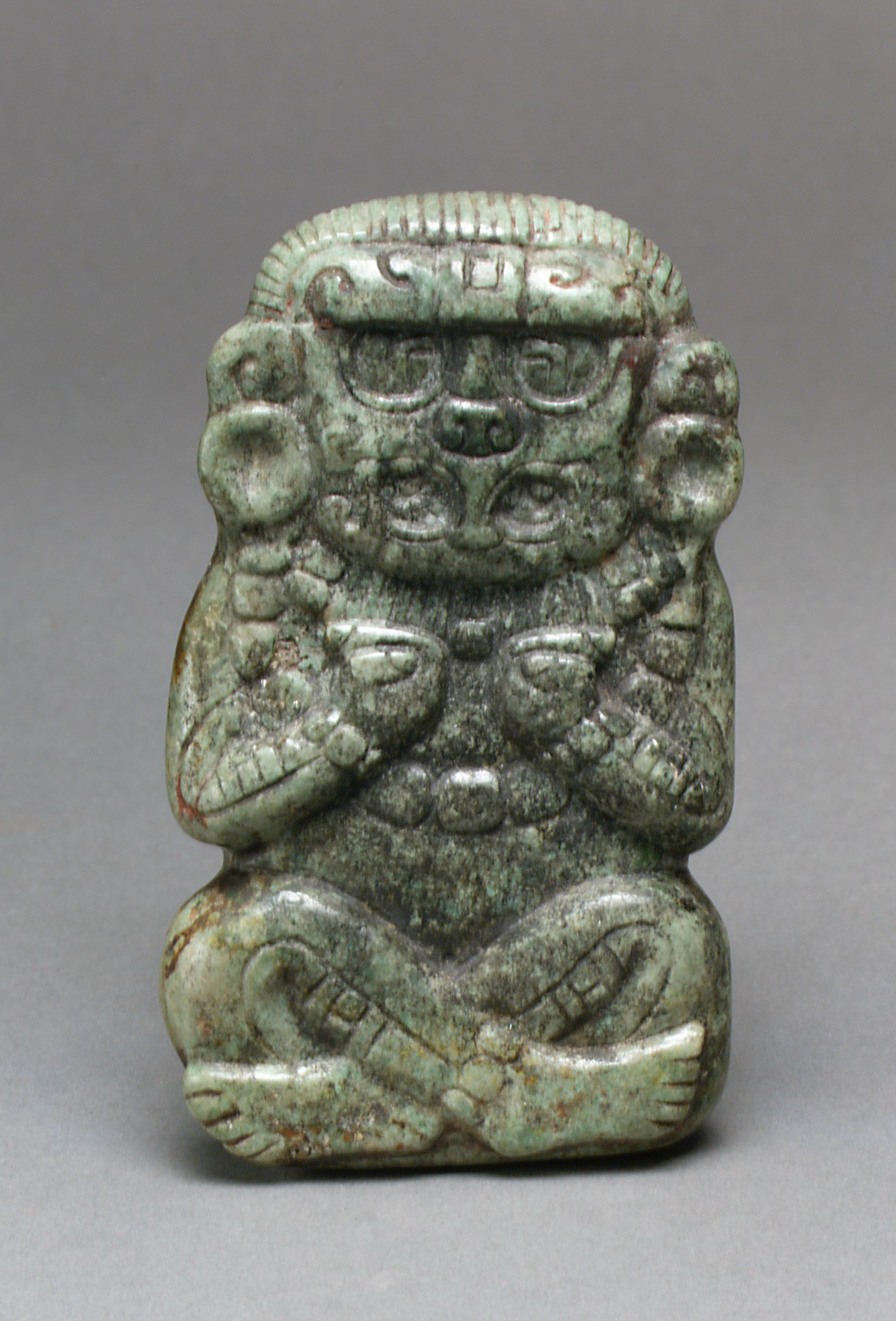
منحوتة من الجاديت تعود للحقبة الكلاسيكية المبكرة من حضارة المايا موجودة في متحف المتروبوليتان للفنون.

تأثر استخدام اليشم في أمريكا الوسطى للطقوس الرمزية والأيديولوجية بشدة بندرته وقيمته بين ثقافات وسط أمريكا ما قبل الكولومبية، مثل الأولمك والمايا والمجموعات المختلفة في وادي المكسيك. رغم أن العديد من شعوب أمريكا الوسطى صنعت قطعًا أثرية من اليشم وقدرتها، فقداعتُقد سابقًا أن وادي نهر موتاغوا في غواتيمالا المصدر الوحيد لليشم في المنطقة.
ساعدت المتانة الشديدة للجاديت والنفريت ذو الحبيبات الدقيقة أو الليفية في جعلهما مفيدان للغاية لتقنية أمريكا الوسطى. كان يُصنع أو يُنحت كأحجار زينة غالبًا، واعتبر وسيلة نُقشت عليها الصور الرمزية، أو شكل في تماثيل وأسلحة وأشياء أخرى. ويبدو أن العديد من مصنوعات اليشم اليدوية التي صنعتها حضارات أمريكا الوسطى اللاحقة قطعت من بلطات يشم بسيطة، ما يعني أن تجارة اليشم الأولى كانت قائمة على الوظيفة النفعية.

## اليشم والجاديت
يشير اليشم عمومًا إلى معدنين متميزين: النفريت، وهو معدن أمفيبول غني بالكالسيوم والمغنسيوم، والجاديت، وهو بيروكسين غني بالصوديوم والألومنيوم. هناك اعتقاد خاطئ عام بأن النفريت لا يوجد بشكل طبيعي في أمريكا الوسطى. ولكن في الحقيقة، تنتج منطقة وادي نهر موتاغوا الوسطى التي تنتج الجاديت النفريت أيضًا، ولكن كان الحرفيين في أمريكا الوسطى أقل اهتمامًا بالنفريت المصوغ. تتكون أجسام «اليشم» العامية في أمريكا الوسطى من الجاديت، ولكنها قد تشير أيضًا إلى أحجار خضراء أخرى متشابهة الشكل صلبة نسبيًا مثل الألبيتيت، والأومفاسيت والكريزويراز والكوارتزيت.
يرجع التباين في اللون بدرجة كبيرة إلى الاختلاف في تكوين العنصر الشحيح. بمعنى آخر، تؤثر أنواع العناصر الشحيحة وكمياتها على اللون العام للمادة. يعود اللون الفريد ليشم «أولمك بلو»، الذي يتميز بظلال شبيهة بالجليد ذو اللون الأزرق الباهت، لوجود الحديد والتيتانيوم، في حين يرجع لون اليشم الأخضر الأكثر شيوعًا إلى تباين وجود الصوديوم والألمنيوم والحديد والكروم. يمكن أن تختلف الشفافية أيضًا، حيث تتراوح العينات من شبه شفافة إلى معتمة تمامًا.